# ریدگوای (کارولینای جنوبی)
ریدگوای(به انگلیسی: Ridgeway) شهری در ایالت کارولینای جنوبی کشور ایالات متحده آمریکا است که جمعیت آن در سرشماری سال ۲۰۱۰ میلادی، ۳۱۹ نفر بوده‌است.